# Peniocereus hirschtianus
Peniocereus hirschtianus es una especie de planta fanerógama de la familia Cactaceae, y desde 2013 es sinónimo de Acanthocereus hirschtianus (su nombre y calcificación más aceptada)
```
Es 
endémica
 de 
Centroamérica
 en 
Costa Rica
, 
El Salvador
, 
Guatemala
 y 
Nicaragua
. Es una especie rara en la vida silvestre.
```

## Descripción
Peniocereus hirschtianus es crecientemente arbustiva con raíces bulbosas. El tallo, como en todas las especies del género, es delgado, erguido a semi-erecto, arqueado, rastrero o postrado con brotes de hasta 2 metros de largo y un diámetro de 2 a 5 centímetros. Tiene ocho a doce costillas, bajas, ligeramente afiladas y a menudo onduladas. Las areolas con tres a seis fuertes y grisáceos espinas centrales que se extienden de 8-55 milímetros de largo. Las nueve a doce espinas radiales son como agujas, de color grisáceo a marrón y de 5 a 10 milímetros de largo. Algunas de ellos son más delgadas que el resto. Las flores son fragantes, en forma de embudo, de color blanco que en ocasiones se tiñen de rosa y abren por la noche. Miden 5 a 7 cns de largo. El tubo de la flor está lleno de algunas espinas como agujas cortas. Las frutas son carnosas, de color rojo, esféricas y alcanzan un diámetro de 3 a 5 centímetros. Están equipadas con areolas ocupadas con  de siete a 15 espinas flexibles,  de 3 a 18 milímetros de largo.

## Taxonomía
Peniocereus hirschtianus fue descrito por (K.Schum.) D.R.Hunt y publicado en Bradleya; Yearbook of the British Cactus and Succulent Society 9: 90. 1991.
Etimología
Peniocereus: nombre genérico que deriva de las palabras del latín: penio  que significa "cola" y cereus, el género de cactus del que partió.
hirschtianus: epíteto otorgado en honor del entusiasta de los cactus de Berlín Karl Hirscht († 1925).
Sinonimia
- Cereus guatemalensis (Britton & Rose) Vaupel
- Cereus hirschtianus K.Schum.
- Cereus neumannii K.Schum.
- Cereus nyctago A.Berger
- Cereus triangularis f. guatemalensis (Britton & Rose) Eichlam ex Schelle
- Nyctocereus guatemalensis Britton & Rose
- Nyctocereus hirschtianus (K.Schum.) Britton & Rose
- Nyctocereus neumannii (K.Schum.) Britton & Rose
- Peniocereus guatemalensis (Britton & Rose) D.R.Hunt[5]

## Nombre común
- Español: "Cola de Coyote" en Guatemala.